# Sergei Rybakow
Sergei Rybakow (russisch Сергей Рыбаков; * 17. April 1956 in Leningrad; † 21. Mai 2023 in Heppenheim (Bergstraße)) war ein russischer Handballtrainer und Handballspieler.

## Spielerkarriere

### Verein
Sergei Rybakow lernte das Handballspielen in der Schule. Ab 1973 spielte er bei Newa Leningrad. Dort wurde der mittlere Rückraumspieler sechsmal Torschützenkönig und gewann mehrfach die russische Meisterschaft. Die sowjetische Meisterschaft konnte er nicht erringen. 1988 durfte er nach Vermittlung eines örtlichen Sponsors als einer der ersten Vollzeithandballer aus der Sowjetunion nach Deutschland ausreisen und lief für den VfL Heppenheim in der 2. Handball-Bundesliga auf. In der Saison 1988/89 wurde er mit 191 Toren, davon 78 Siebenmeter, Torschützenkönig. Nach zwei Jahren kehrte er mit seiner Frau nach Sankt Petersburg zurück.

### Auswahlmannschaften
Mit der sowjetischen Nationalmannschaft gewann Rybakow die Goodwill Games 1986.
Bei den 2008 erstmals ausgetragenen European Masters Games erzielte er im Finale per Siebenmeter den 8:7-Siegtreffer gegen die Ukraine zum Turniersieg der russischen Ü45-Auswahl. 2011 und 2015 gewann er Silber.

## Trainerkarriere
In Sankt Petersburg leitete der examinierte Sportlehrer die mittlerweile nach ihm benannte Handballschule. 1994 kam die Familie wieder nach Deutschland. Nach einer kurzen Station beim Oberligisten Borussia Fulda übernahm er 1996 die SKG Bonsweiher als Spielertrainer und führte sie bis in die Landesliga. Ab 2003 war er Trainer beim VfL Heppenheim sowie bei der zweiten Mannschaft der HSG Bensheim/Auerbach. Zusätzlich arbeitete er am Handball-Leistungszentrum Bergstrasse. Später betreute er den TV Groß-Rohrheim, die zweite Mannschaft Bonsweihers und den Bezirksligisten HSG Nieder-Liebersbach/Reisen. Beim TSV Pfungstadt gab er 2018 nach zahlreichen Verletzungen sogar im Alter von 62 Jahren ein Comeback in der fünften Liga.

## Privates
Sein Sohn Dennis Rybakow (* 1978) spielte in der 2. Handball-Bundesliga für die TSG Groß-Bieberau und arbeitet selbst als Handballtrainer.